# Torre Gaia
Torre Gaia är Roms sjuttonde zon och har beteckningen Z. XVII. Zonen är uppkallad efter ett torn vid Via Casilina. Zonen Torre Gaia bildades år 1961.

## Kyrkobyggnader
- Santa Maria Causa Nostrae Laetitiae
- San Bernardino da Siena
- Santa Margherita Maria Alacoque
- Cappella Universitaria San Tommaso d'Aquino
- Santa Maria Regina della Pace
- Santa Maria Madre dell'Ospitalità

## Institutioner
- Policlinico Tor Vergata
- Campus "Tor Vergata"

## Övrigt
- Romersk villa vid Passo Lombardo
- Romersk villa vid Parco di Barcaccia
- Terme della Villa romana del Parco di Barcaccia
- Romersk villa dei Caminetti 41°51′41″N 12°37′33″Ö / 41.861302°N 12.625849°Ö
- Lämningar efter ett medeltida gods 41°49′51″N 12°37′22″Ö / 41.830923°N 12.622787°Ö
- Monumento al bimillenario cristiano 41°51′11″N 12°38′08″Ö / 41.853016°N 12.635622°Ö
- Città dello sport

## Kommunikationer
Tunnelbanestationer Linje C 
- Torre Gaia
- Due Leoni-Fontana Candida
- Grotte Celoni